# Jared S. Gilmore
Jared Scott Gilmore (* 30. května 2000, San Diego, Kalifornie, Spojené státy americké) je americký dětský herec. Proslavil se rolemi v seriálech Šílenci z Manhattanu a Bylo, nebylo, kde hrál Henryho Millse. Získal cenuYoung Artist Award za nejlepší výkon v televizním seriálu.

## Filmografie

### Film
| Rok  | Název                                   | Role              | Poznámky        |
| ---- | --------------------------------------- | ----------------- | --------------- |
| 2009 | Den naruby                              |                   |                 |
| 2010 | Záložní plán                            | Mony dítě (6 let) |                 |
| 2010 | A Nanny for Christmas                   | Jonas Ryland      |                 |
| 2012 | Overnight                               | Kyle              |                 |
| 2019 | Code Geass: Lelouch of the Resurrection | Shalio            | anglický dabing |

### Televize
| Rok       | Název                        | Role               | Poznámky                                          |
| --------- | ---------------------------- | ------------------ | ------------------------------------------------- |
| 2002      | Beze stopy                   | Matthew            | díl: „Driven“                                     |
| 2008      | Eleventh Hour                | Owen               | díl: „Titans“                                     |
| 2008–2009 | Talkshow with Spike Feresten | malý Bill O'Reilly | vedlejší role                                     |
| 2009–2010 | Šílenci z Manhattanu         | Bobby Draper       | vedlejší role, 13 dílů                            |
| 2009      | Roommates                    | Graham             | díl: „The Trash 'N Treasures“                     |
| 2009      | Men of a Certain Age         | Kenneth            | díl: „Cold Calls“                                 |
| 2010      | Sestra Hawthornová           | Justin Adams       | 3 díly                                            |
| 2011      | Wilfred                      | malý Ryan          | díl: „Hněv“                                       |
| 2011–2018 | Bylo, nebylo                 | Henry Mills        | hlavní role (1.–6. řada), vedlejší role (7. řada) |